# Le Cheval rouge (Chagall)
Pour les articles homonymes, voir Le Cheval rouge.
Le Cheval rouge est un tableau du peintre français Marc Chagall commencé en 1938 en Europe et achevé en 1944 en exil à New York, après la mort de sa femme Bella. Cette huile sur toile est une idylle créée en souvenir des temps heureux. Elle représente un couple de jeunes mariés devant un cheval rouge monté par un acrobate et entouré par des musiciens. Partie des collections du musée national d'Art moderne, à Paris, l'œuvre se trouve depuis 1990 en dépôt au musée d'Arts de Nantes, à Nantes.